# Литовська національна бібліотека імені Мартінаса Мажвідаса
Литовська національна бібліотека імені Мартінаса Мажвідаса (лит. Lietuvos nacionalinė Martyno Mažvydo biblioteka) — головна наукова бібліотека Литви; одна з найбільших у країні. Розташована у Вільнюсі на проспекті Гедиміна (Gedimino pr. 51). На 2 січня 2006 року штат становив 529 працівників, з них 378 професійних бібліотекарів.

## Історія
Заснована 1919 року в Каунасі як Центральна державна бібліотека (Lietuvos Centrinis knygynas), з 1944 року — Центральна державна бібліотека Литовської РСР, з 1951 року Державна республіканська бібліотека Литовської РСР (Lietuvos TSR centrinė valstybinė biblioteka). 1963 року переведена у місто Вільнюс, де розташувалася в спеціально побудованому для неї будинку.
1988 року бібліотеці присвоєно ім'я литовського першодрукаря Мартінаса Мажвідаса. З присвоєнням статусу національної бібліотеки з 30 травня 1989 року має назву «Литовська національна бібліотека імені Мартінаса Мажвідаса».

## Функції
Бібліотека є державним універсальним сховищем литовських, литуаністичних та закордонних документів та національним архівним фондом опублікованих у Литві документів. Виконує функції парламентської бібліотеки, депозитної бібліотеки Європейського союзу, Світового банку, МАГАТЕ та ряду інших міжнародних організацій. Бібліотека також виконує такі функції:
- Державна реєстрація національної бібліографії та литуаністичних видань,
- Надання та реєстрації міжнародних стандартних номерів книг та серіальних видань,
- Статистичний облік опублікованих у Литві видань,
- Інформація з соціальних та гуманітарних наук, з економіки та культурі,
- Координація дослідної та методичної роботи бібліотек країни,
- Підтримка інтегральної інформаційної системи бібліотек Литви LIBIS (Lietuvos integralios bibliotekų informacijos sistemos).

Бібліотека надає можливість користуватися фондами книг, періодичних серійних та інформаційних видань, рукописів, мікрофільмів, відео- та аудіодокументів, старовинних та рідкісних видань, компактних дисків, документів Литви, закордонних країн та міжнародних організацій, локальними та зовнішніми базами даних, традиційними і комп'ютерними каталогами, Інтернетом. Постійно влаштовуються виставки та проводяться різні заходи, зустрічі з письменниками, конференції.

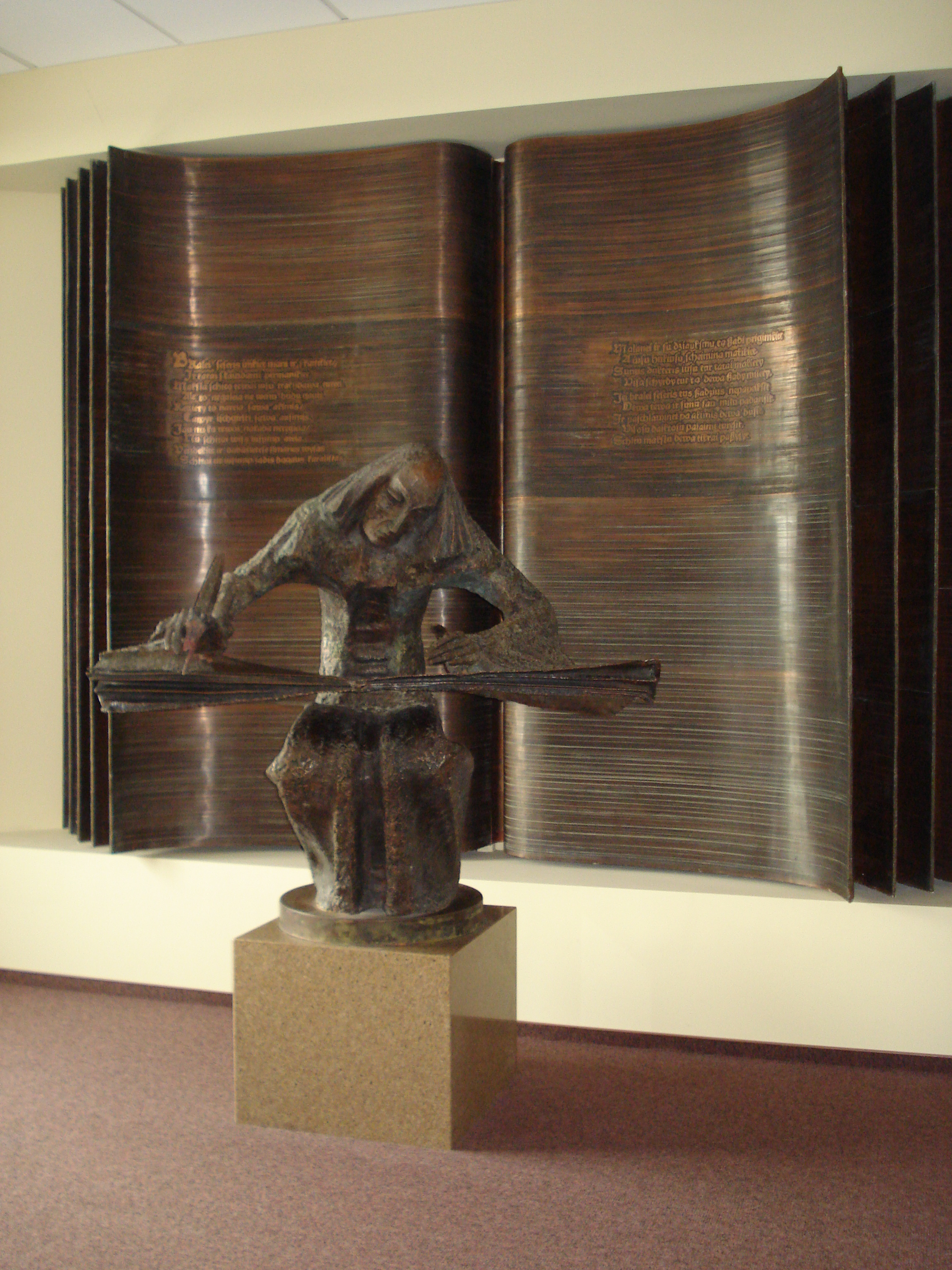
Скульптурна композиція Казіса Кіселюс в читальному залі гуманітарних наук (1997, бронза)

## Фонд
1985 року у фондах бібліотеки налічувалося 4,2 млн одиниць зберігання, у тому числі 15 000 рідкісних видань (з них 56 інкунабул, 700 палеотипів), 200 000 альбомів репродукцій, гравюр, естампів, фотографій, 81 000 нот, 43 000 грамплатівок. Щорічний приріст фондів становить близько 160 000 примірників і 1988 року фонди зросли до 5 млн томів. Фонд литуаністики становить понад 400 000 видань, зібрання рукописів — понад 50 000 одиниць. На 2006 рік фонди бібліотеки становлять 6 912 266 одиниць зберігання.

## Будівля

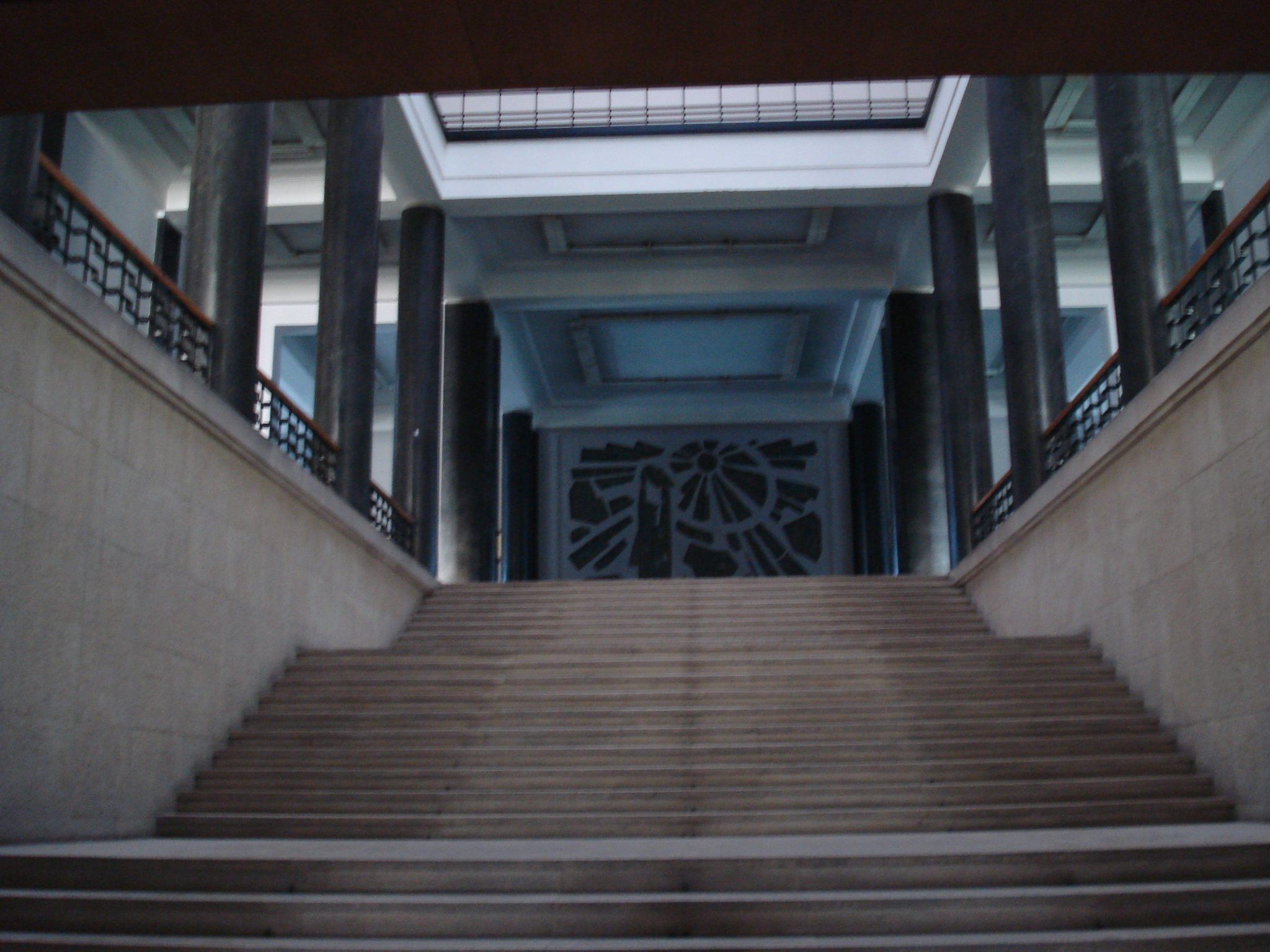
Центральні сходи

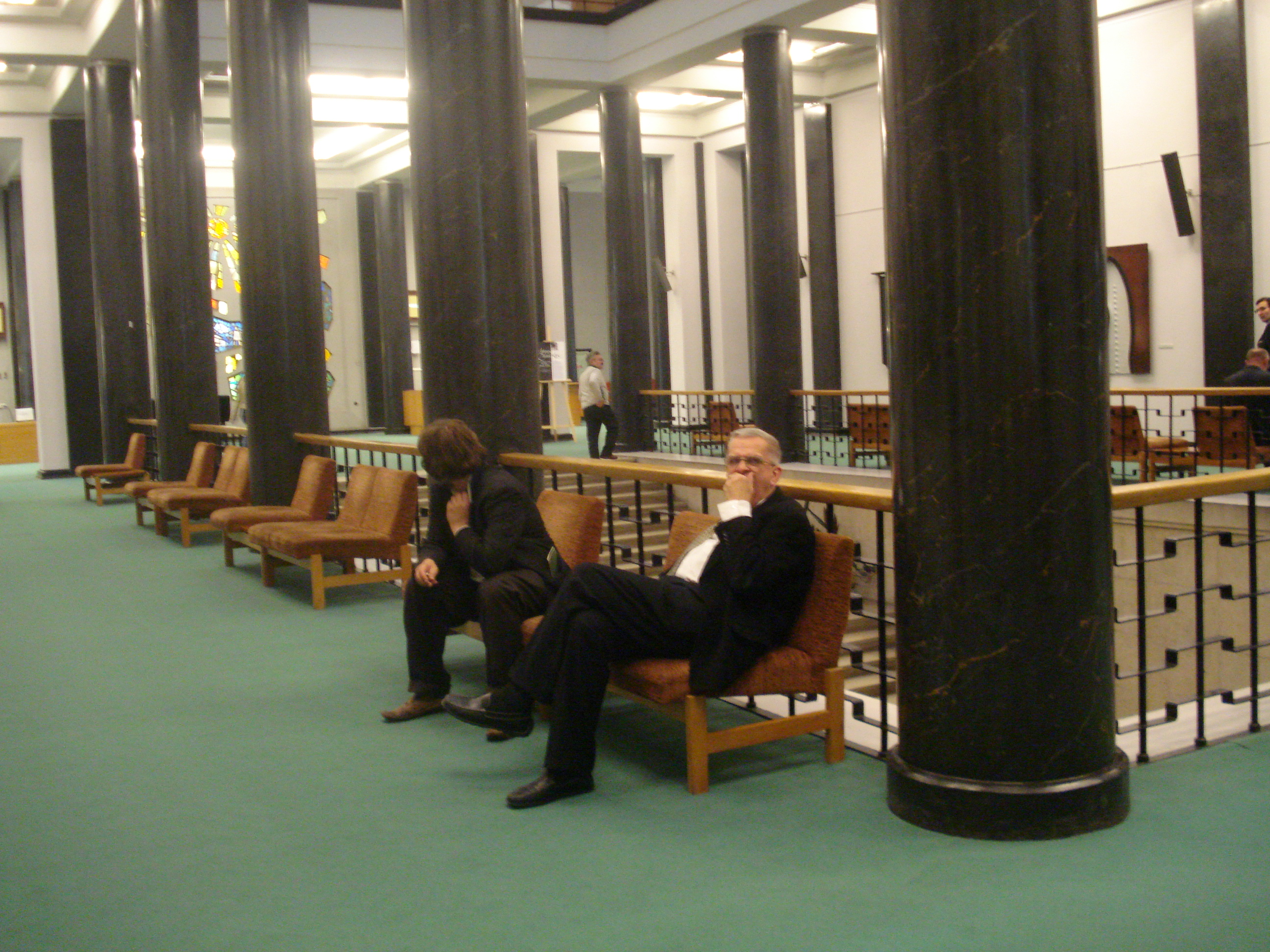
Інтер'єр бібліотеки (другий поверх)

Будівлю проєктували архітектор Віктор Анікін (випускник Ленінградського інженерно-будівельного інституту, який після Другий світової війни працював у Вільнюсі), а також інженер Ципріенас Стрімайтіс (Ciprijonas Strimaitis) та архітектор Володимира Олійниченко. Проєкт будівлі було закінчено 1953 року, а спорудження тривало протягом десяти років: будівництво було завершено 1963 року. При цьому початковий проєкт зазнав зміни.
Будівля є одним з прикладів так званого «соціалістичного неокласицизму ленінградського типу». Воно симетричної композиції. Головний фасад за проєктом мав бути оздоблений портиком з вісьмома колонами. Проєкт було реалізовано частково, зі спрощенням декору. Перед бібліотекою розбита площа зі сквером.
В інтер'єрі домінує парадний вестибюль з широкими сходами в оточенні колон. Навколо вестибюля на трьох поверхах розташовуються читальні зали. Інтер'єр прикрашений вітражем. Стіни та пілястри вестибюля оздоблені штучним мармуром.
У 1990-х роках було завершено велику прибудову з тильної сторони бібліотеки. Через тріщини у стіні, що були виявлені 2004 року, та стан опорних колон першого поверху в листопаді 2008 року почалася масштабна реконструкція основної будівлі бібліотеки. Роботи вартістю 56 240 976 литів було закінчено 2011 року.